# Tarup, Fåborg-Midtfyns kommun
Tarup är en tätort i Fåborg-Midtfyns kommun i Region Syddanmark i Danmark. Tätorten har 268 invånare (2024). Den ligger på Fyn, cirka 9,5 kilometer nordost om Ringe.